# Gruta Azul (Biševo)

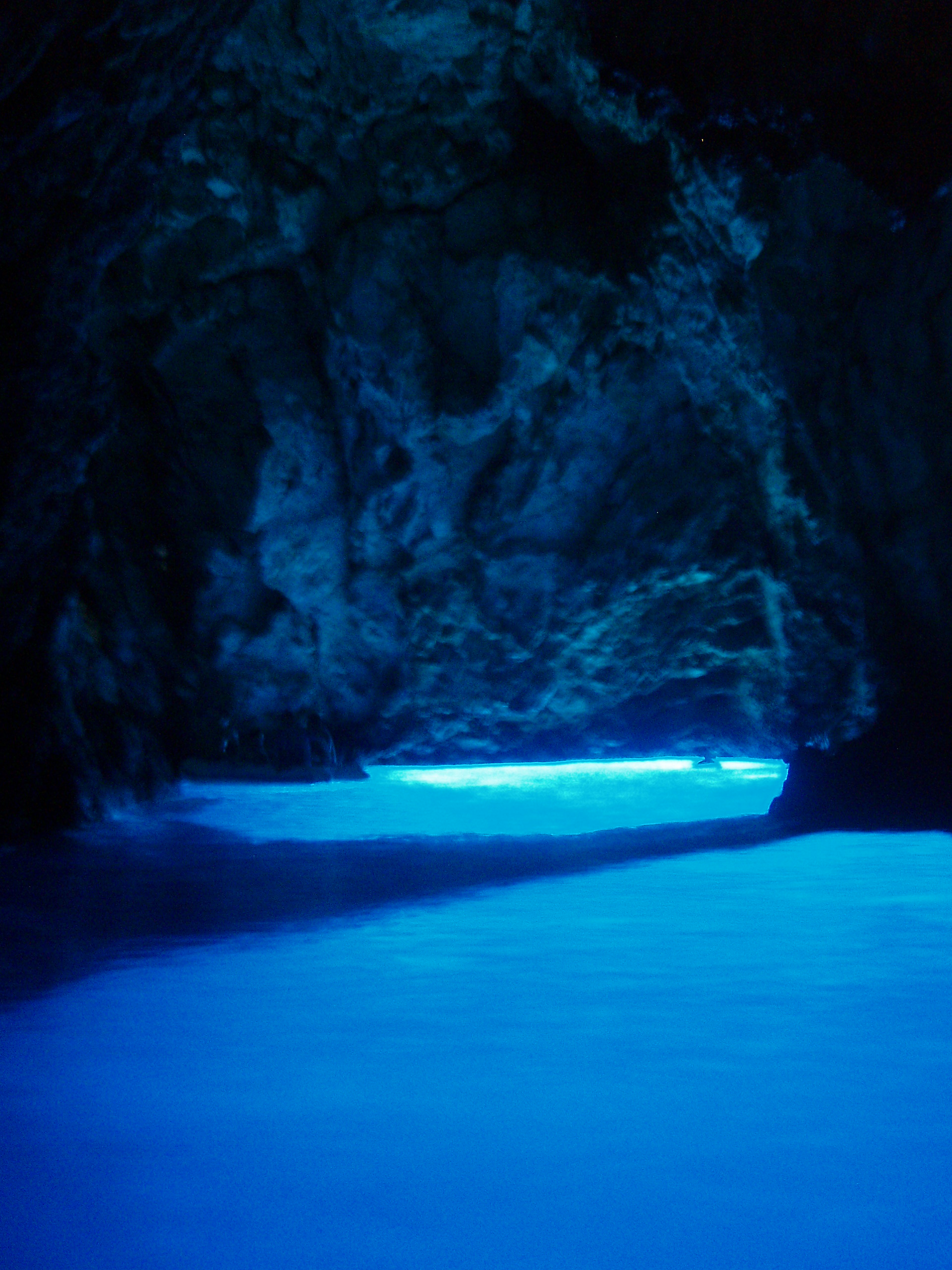
A Gruta Azul

A Gruta Azul ou Caverna Azul (em croata: Modra špilja), é uma caverna marinha numa pequena baía chamada Balun (Ball no dialeto local), no lado leste da ilha Biševo e a aproximadamente 4,5 milhas náuticas (8,3 km) de Komiža, na costa croata do Mar Adriático. Situa-se na parte central do arquipélago da Dalmácia, a 5 km a sudoeste da ilha de Vis. A gruta é uma das atrações naturais mais conhecidas na costa do Adriático e muito popular pelo brilho azul-claro refletido em certas horas do dia.

## A gruta

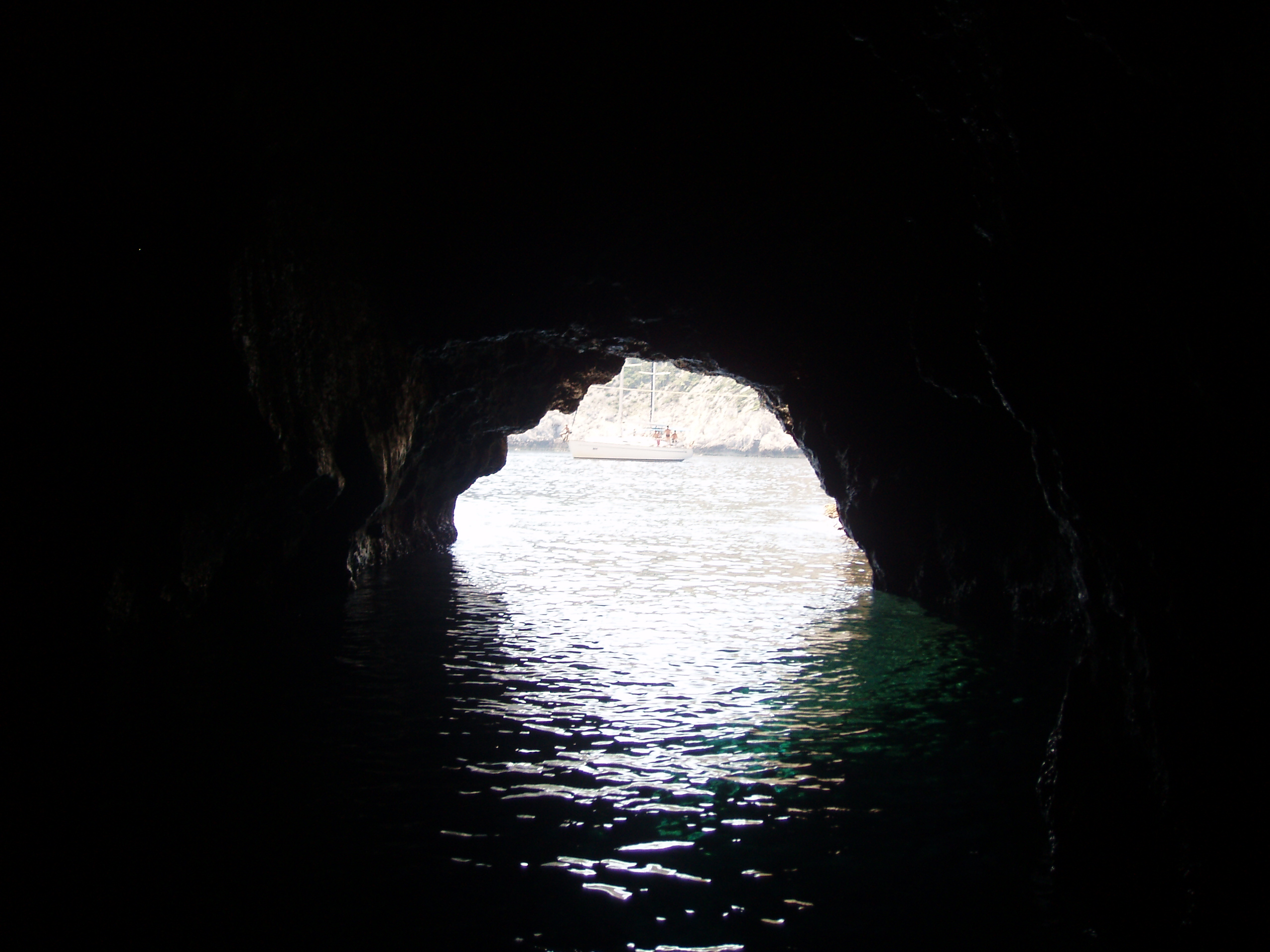
Saída da Gruta

Descrita e retratada em pintura pela primeira vez pelo barão Eugen von Ransonet, originalmente a caverna era acessível através apenas de mergulho, uma vez que a única entrada natural existente situava-se permanentemente submersa. Após a sugestão do barão, foi criada artificialmente uma abertura larga o bastante para pequenos botes em 1884.
A entrada natural da caverna, situada no lado sul, é comparada a uma abóbada no topo de uma gruta. É através desta entrada no teto da caverna que a luz solar entre a cria um efeito iridescente, de uma tonalidade azul brilhante em toda a caverna. 
Dependendo da estação do ano, o momento ideal para visitar a caverna está entre 11 horas da manhã e o meio-dia. Nesse momento do dia a luz do sol reflete-se através da água vindo do fundo branco da caverna e banha a gruta em uma luz de tonalidade água-marinha, enquanto os objetos na água parecem adquirir uma tonalidade prateada. A Gruta Azul (em italiano: Grotta Azzurra) na ilha de Capri também é famosa por esse tipo de fenômeno.
A caverna foi formada pela ação marinha, conforme a água do mar foi erodindo a rocha calcária que compõe toda a ilha de Biševo. A caverna possui 24 metros de comprimento, 10–12 metros de profundidade e até 15 metros  de altura, enquanto a sua entrada possui apenas 1,5 metro de altura e 2,5 metros de largura.
A caverna recebe mais de 10000 turistas anualmente e os passeios de bote frequentemente incluem a visita a outra caverna similar na ilha, a Zelena špilja (Gruta Verde), que é maior e cuja luz refletida banha o local com um tom verde-esmeraldino em função de um efeito similar.